# Lijst van boa's
Onderstaand een lijst van alle soorten reuzenslangen (Boidae). Er zijn 65 soorten in veertien verschillende geslachten, waarvan er twee monotypisch zijn en door één soort worden vertegenwoordigd. De lijst is gebaseerd op de Reptile Database.
- Acrantophis dumerili
- Acrantophis madagascariensis
- Boa constrictor
- Boa imperator
- Boa nebulosa
- Boa orophias
- Calabaria reinhardtii
- Candoia aspera
- Candoia bibroni
- Candoia carinata
- Candoia paulsoni
- Candoia superciliosa
- Charina bottae
- Charina umbratica
- Chilabothrus angulifer
- Chilabothrus argentum
- Chilabothrus chrysogaster
- Chilabothrus exsul
- Chilabothrus fordii
- Chilabothrus gracilis
- Chilabothrus granti
- Chilabothrus inornatus
- Chilabothrus monensis
- Chilabothrus schwartzi
- Chilabothrus striatus
- Chilabothrus strigilatus
- Chilabothrus subflavus
- Corallus annulatus
- Corallus batesii
- Corallus blombergi
- Corallus caninus
- Corallus cookii
- Corallus cropanii
- Corallus grenadensis
- Corallus hortulana
- Corallus ruschenbergerii
- Epicrates alvarezi
- Epicrates assisi
- Epicrates cenchria
- Epicrates crassus
- Epicrates maurus
- Eryx borrii
- Eryx colubrinus
- Eryx conicus
- Eryx elegans
- Eryx jaculus
- Eryx jayakari
- Eryx johnii
- Eryx miliaris
- Eryx muelleri
- Eryx sistanensis
- Eryx somalicus
- Eryx vittatus
- Eryx whitakeri
- Eunectes beniensis
- Eunectes deschauenseei
- Eunectes murinus
- Eunectes notaeus
- Exiliboa placata
- Lichanura orcutti
- Lichanura trivirgata
- Sanzinia madagascariensis
- Sanzinia volontany
- Ungaliophis continentalis
- Ungaliophis panamensis